# Micropsectra lobata
Micropsectra lobata е вид насекомо от разред Двукрили (Diptera), семейство Хирономидни (Chironomidae). Ендемичен е в Германия.